# بونتبوسيت

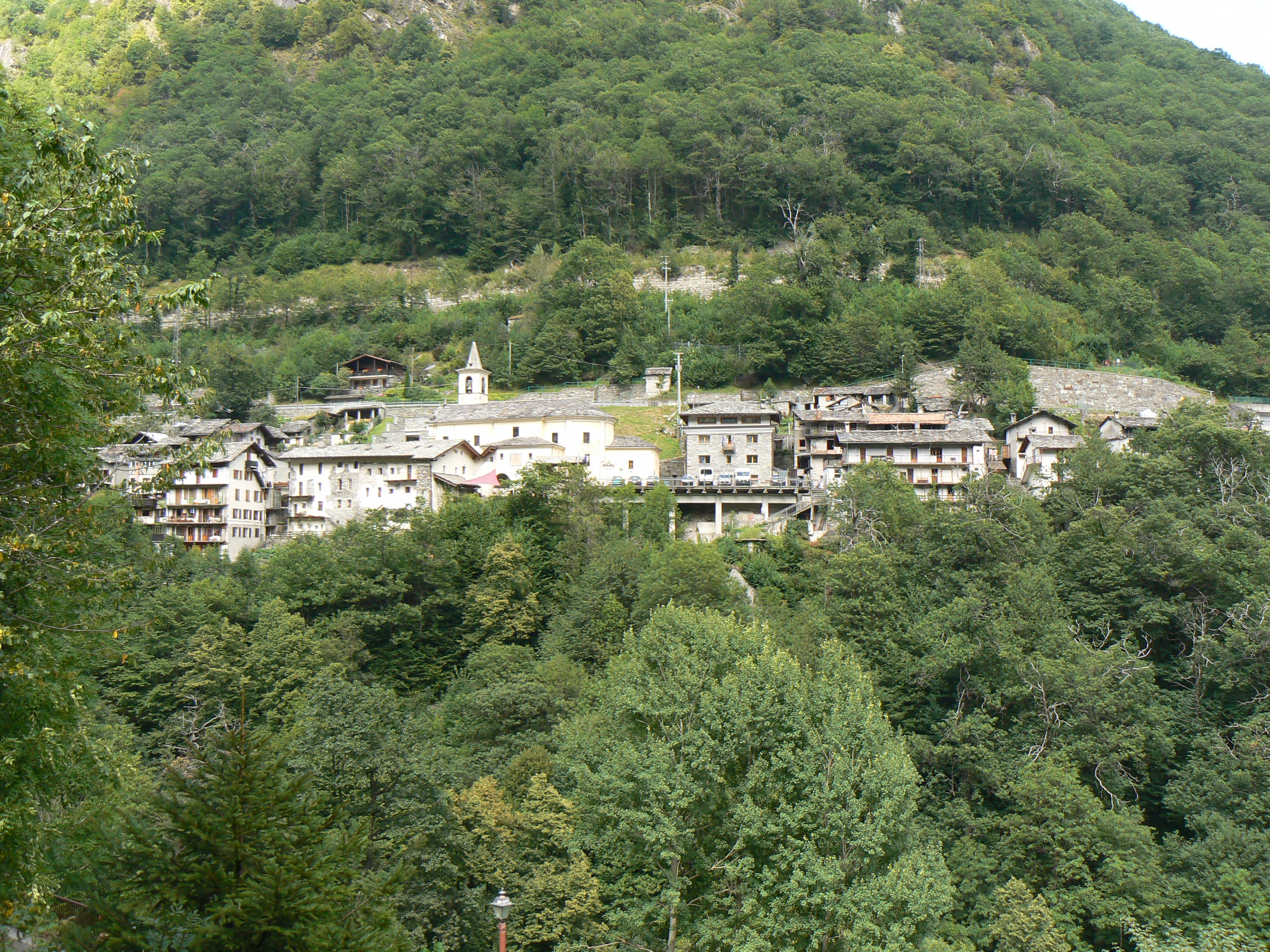
منظر للمدينة

بونتبوسيت ( فالدوتين : بونبوزي ) هي بلدة ومدينة في منطقة وادي أوستا في شمال غرب إيطاليا .